# Szuda M. Barna
Szuda M. Barna (Budapest, 1988. július 8. –) magyar festőművész, író, költő.

## Élete
Budapesten született, de Ráckevén nőtt fel. Első munkáit már Szuda M. Barna néven hitelesítette. Tanulmányait Budapesten és Szentpéterváron folytatta. Jelenleg Szentpéterváron él és alkot, de festményei rendszeresen láthatóak Budapesten, versei magyar nyelven is megjelennek. Alekszandr Szokurov orosz filmrendezőhöz fűzi viharos szerelmi kapcsolat.

## Művészete
Festészete a szürrealizmus, a manierizmus és a naiv művészet jellegzetességeiből egyaránt merít, de egyes meglátások szerint képei a kubizmus műfajiságát idézik a test és a tér kapcsolatának folytonos újraértelmezése miatt. Munkásságában nincsenek korszakok, bár koncepciói változatosak a variációk és az asszociáción alapuló figurahasználat miatt. Témái mellőzik a festészet modern vagy klasszikus problémáit. Önéletrajzi ihletésű festészete a szerelem -az életre gyakorolt- minden aspektusát tárgyalja arányában egyenlő nyers nyilvánvalósággal és kusza szimbolizmussal. Komor alaphangulatú festményei elemelik az embert önmagától. Antropomorf gondolkodásmóddal elemzi az ember mivoltát, reflektálva az élettani és lélektani folyamatok összefüggéseire. A többértelmű jelentések és ellentétek visszatérő témái. Művészetében az erotika és a szexualitás is jelentős szerepet tölt be.
Festészete technikailag hagyományőrző. Anyaghasználata nem mozog széles skálán, olajjal vászonra, akrillal papírra dolgozik. Színvilága intenzív, tiszta színeket alkalmaz: feketék, lilák, vörösek, szürkék és barnák töltik ki képeit szigorú elrendezésben, általában tónus, árnyék és színkeverés nélkül. Merev, perspektíva nélküli, műtermi beállításokra emlékeztető képi világa a pillanat monumentalitását érzékelteti. Ez a precíz, teátrális kép helyenként fotográfiákra, máskor a manierista festészetre emlékeztet. 
Bár munkái jellemzően kisméretűek, mégis nagy, üres terekkel és kietlen felületekkel operál. Munkacímei magánéleti vonatkozásúak, gyakran elhangzott párbeszédek, levelezések kiragadott mondatai. Színpadias képi világa és precíz, éles ecsetkezelése mestereit El Kazovszkijt, Erik Bulatovot és Puha Ferencet idézi.
Állandó szimbólumrendszerét újfiguratív ábrázolásmód jellemzi. Motívumkészletének alapeleme az androgün, arc nélküli emberalak. Ezt az anatómiailag aránytalan testet valóságos vagy fiktív elemekkel kombinálja. Ismérve, hogy adott szervet, illetve végtagot annak alakjához vagy mechanizmusához hasonló tárggyal helyettesít. Mindezzel az embert eredeti környezetéhez és minőségéhez képest új, ismeretlen közegbe helyezi, a szerelem emberi szív által kiismerhetetlen, logikátlan dimenzióira reflektál. Arc nélküli portréi, ezek a kopasz, androgün alakok tették művészetét jellegzetessé. Konvergens, mítoszokra emlékeztető gazdag jelképrendszerének, visszatérő motívumainak megannyi részlete ismert:
Madarak
Amíg a galamb a szabadság és az ártatlanság toposzaként jelenik meg, addig a fehér gólya sajátos vonatkozásban a festő totemállata. A gólyával való azonosulás elsősorban a küllembeli hasonlatossággal (magas, karcsú, fakó), másodsorban a madár vándorlási és poligám párválasztási szokásaival magyarázható. A gólyával párba állított flamingó, a kakas, a kanárimadár és a kalitka szintén visszatérő komponensek.
Virágok
A szépség és a törékenység klasszikus jelképeként jelennek meg. A liliom, a piros szegfű, a napraforgó, a pipacs és a gyermekláncfű mondanivalója elsődlegesen a magyar népművészet szakrális jelképmagyarázata alapján, másrészt politikai vonatkozásban definiálható.
Állati tetemek
A kimúlt őzgida az ártatlanság elmúlását, a kimúlt postagalamb a hiába várt választ, hiába várt üzenetet szimbolizálja. A gerle teteme és elrepülő párja az örök magányt jelképezi.
Pocsolya
Az eleinte könnyből, később egyéb testnedvekből összegyűlt pocsolyán úszó papírhajó, a festő tengerész szeretőjének állít emléket.
Templomtornyok
A horizonton elhelyezett négy torony Ráckeve négy templomát idézi. A távolban elhalványuló tornyok a Ráckevén töltött gyermekkortól, gyermeki ártatlanságtól és a kisváros polgári idilljétől való eltávolodást jelképezik.
Belső szervek és nemi szervek
Általában egy lelki állapot, hangulat vagy érzelem allegorikus megjelenítése érdekében új szervrendszereket hoz létre a test szerveinek ötvözésével. Egy-egy fiktív anatómiai rajzot jellemzően számos prekoncepció előz meg, melyek konvergens tanulmányai az emberi test, a festő által meghatározott változatának, alternatívájának. Elmélete szerint a testben egyénenként másutt és más arányban helyezkednek el a létfontosságú szervek, így egyesek alkalmatlanok arra, amire mások elrendeltettek. Rendszerint a szívet, a májat, a tüdőt és a női nemi szerveket kombinálja és absztrahálja. Így konstruál szimbólumokat, melyek többnyire terméketlenséget, emészthetetlen traumákat és emlékeket illusztrálnak.
Aktok és torzók
A bonyolult harmóniájú festmények központi figurája a meztelen, kopasz, arcvonások nélküli test, melyet gyakran ábrázol csonka végtagokkal. A művész saját elmondása szerint a kar nélküli alakok olyan szituációkat szimbolizálnak, amikkel szemben tétlen vagy tehetetlen. A láb nélküli alakok pedig olyanokat, amik elől képtelen elszaladni. Arc nélküli portréi, koncepciótól függően a pszichikai sterilitást és produktivitást érzékeltetik.

## Könyv
- Versek, rokkák, levelek; Hekáté, Budaörs, 2008

## Kiállításai
- Párizs/Franciaország 2006, Galerie Mignon
- Ankara/Törökország 2006, El Prado Painting Workshop
- Mexikóváros/Mexikó 2007, Flor Silvestre’s Gallery
- Neszebar/Bulgária 2007, Scene Art Gallery
- Ponte Nossa/Olaszország 2007, Art Festival of Summer
- Szentpétervár/Oroszország 2008, Mironov Theatre
- Český Krumlov/Csehország 2010, Jazzky Krumlov Festival
- Toruń/Lengyelország 2012, Gallery of Muses
- Szentpétervár/Oroszország 2012, Loft Project Etagi Gallery
- Lisszabon/Portugália 2012, Gulbenkian Museum/Art market
- Koppenhága/Dánia 2012, Blågårdsgade 4